# Jorunna evansi
Jorunna evansi is een slakkensoort uit de familie van de Discodorididae. De wetenschappelijke naam van de soort is voor het eerst geldig gepubliceerd in 1906 door Eliot.